# Nahbesprechungseffekt
Der Nahbesprechungseffekt, auch Naheffekt, Nahheitseffekt oder Proximity-Effekt genannt, ist eine Überbetonung (höhere Empfindlichkeit) von tiefen Frequenzen bei Richtmikrofonen (Druckgradientenempfängern) im Nahfeld einer Schallquelle. Im Zusammenspiel mit der üblichen, technischen Bassanhebung, die eigentlich dem Zweck dient, die Aufnahmeschwäche von Druckgradientenmikrofonen bei tiefen Frequenzen zu kompensieren, entsteht ein voluminöser Klang. Diese Bassanhebung ist meist unerwünscht, kann aber auch als künstlerische Gestaltung des Klangs eingesetzt werden, z. B. zur Erzeugung einer vollen Gesangsstimme.

## Auftreten
Der Nahbesprechungseffekt tritt auf, wenn sich ein Druckgradientenmikrofon dicht an der Schallquelle befindet, d. h. innerhalb etwa einer Wellenlänge. Da für tiefe Frequenzen, also große Wellenlängen, das Nahfeld länger ist als für hohe Frequenzen, werden bei dichter Besprechung die tiefen Frequenzen überbetont.
Bei Doppelmembranmikrofonen, die aus zwei einander entgegengesetzten Druckgradientenempfängern bestehen, tritt der Nahbesprechungseffekt, wenn auch verringert, auch dann auf, wenn sie elektrisch so zusammengeschaltet werden, dass das Paar wie ein Druckmikrofon eine Kugelcharakteristik hat. Auch ein Paar von Druckmikrofonen, das so zusammengeschaltet ist, dass der Druckgradient wirksam wird, zeigt den Effekt.
Werden dagegen Druckmikrofone als Mikrofonarray zusammengeschaltet, also mit technischen Signalverzögerungen, die den unterschiedlichen Abstand zur Schallquelle kompensieren, so tritt der Effekt nicht auf.
Im Einsatz kann der Effekt verringert werden
- durch einen größeren Aufnahmeabstand
- indem das Richtmikrofon mit Nierencharakteristik quer zur Hauptrichtung gehalten wird, denn dann ist es für den Druckgradienten unempfindlich, wirkt als Druckmikrofon
- durch elektrische Filter (Bassabsenkung).

## Konkurrierende Erklärungen

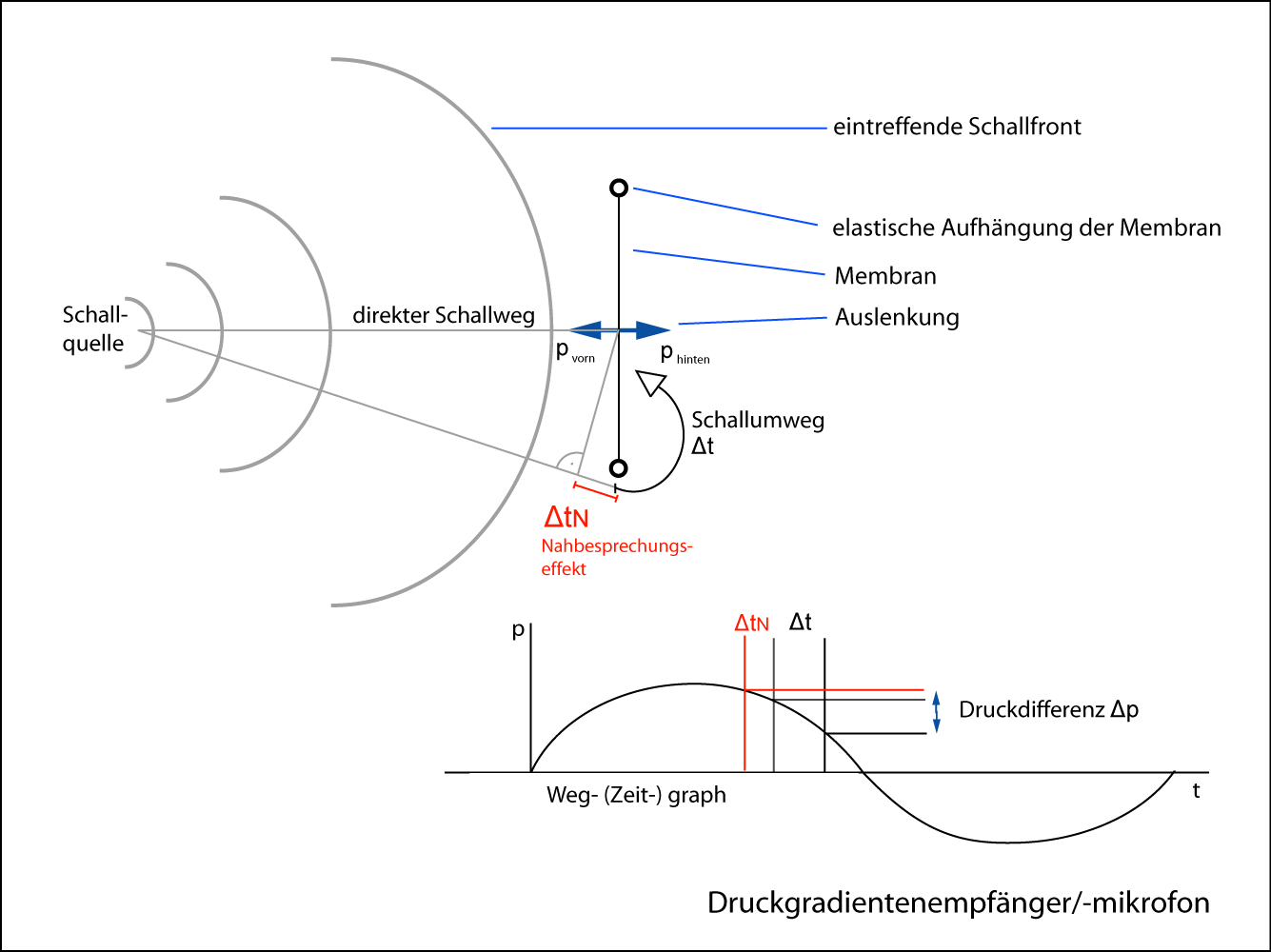
Zusätzliche Wegdifferenz durch gekrümmte Wellenfronten

Nach manchen Quellen ist die nahe der Schallquelle starke Krümmung der Kugelschallwelle die Ursache. Trifft solch eine stark gekrümmte Wellenfront auf einen Druckgradientenempfänger, so entsteht der Schalldruckunterschied (die Schalldruckdifferenz) zwischen Vorder- und Rückseite auf zwei Arten: Im Fernfeld verursacht der unterschiedlich lange Weg, den die Schallwelle zur Vorder- und zur Rückseite zurücklegen muss, einen zur Frequenz proportionalen Druckunterschied. Diese Wegdifferenz erhöht sich durch die Krümmung der Wellenfront. Damit ergibt sich eine Steigerung des Druckgradienten, und die Membran wird stärker ausgelenkt. Dieser Mechanismus erklärt jedoch nicht das Auftreten des Effekts für kleine Durchmesser der Mikrofonkapsel.
Im Fernfeld der Schallquelle sind Schalldruck und Schallschnelle "in Phase"; im Nahfeld der Schallquelle sind Schalldruck und Schallschnelle dagegen um bis zu 90° in der Phase verschoben. Druckgradientenempfänger sind je nach bewegter Masse und Steifigkeit der Membran auch für die Schallschnelle empfindlich, und für Kugelschallwellen nimmt die Schallschnelle wie der Druckgradient im Nahfeld mit 1/r² ab (im Fernfeld mit 1/r, so wie der Schalldruck im Nah- und Fernfeld).